# Casa Francesc Fontanellas
La casa Francesc Fontanellas era un conjunt, actualment desaparegut, de quatre edificis de planta baixa i quatre pisos als carrers Nou de la Rambla i de l'Om del Raval de Barcelona.

## Història
El febrer del 1794, el comerciant Joan Baptista Cabanyes i Guardiola, cònsol d'Països Baixos al Principat de Catalunya, va adquirir en emfiteusi a l'hortolà Francesc Gusí una porció de terreny de més de 69.000 pams quadrats del seu hort amb front al carrer Nou de la Rambla, a més de dues franges de terreny adjacents (una d'elles pertanyent a l'antic traçat del carrer de l'Om) al també comerciant Jaume Pujol, representat per la seva mare Madrona Pons. L'octubre del mateix any, Cabanyes va demanar permís per a construir-hi un edifici de planta baixa, dos pisos i golfes, amb uns magatzems annexos. Durant la Guerra anglo-espanyola (1796-1808), la seva casa de comerç va ser la primera de Barcelona en noliejar embarcacions neutrals per al tràfic amb les colònies americanes, d'acord amb la reial ordre de 18 de novembre del 1797.
El 1826, i a instàncies dels seus creditors, la propietat va ser subhastada, i pel que sembla, fou adquirida pel comerciant i banquer Francesc Fontanellas i Calaf (1772-1851), que el 1847 va demanar permís per a reedificar la casa segons el projecte de l'arquitecte Francesc Daniel Molina. Fontanellas era una de les principals fortunes de la ciutat i el 1849 va rebre el títol de marquès de Casa Fontanellas de mans de la reina Isabel II.

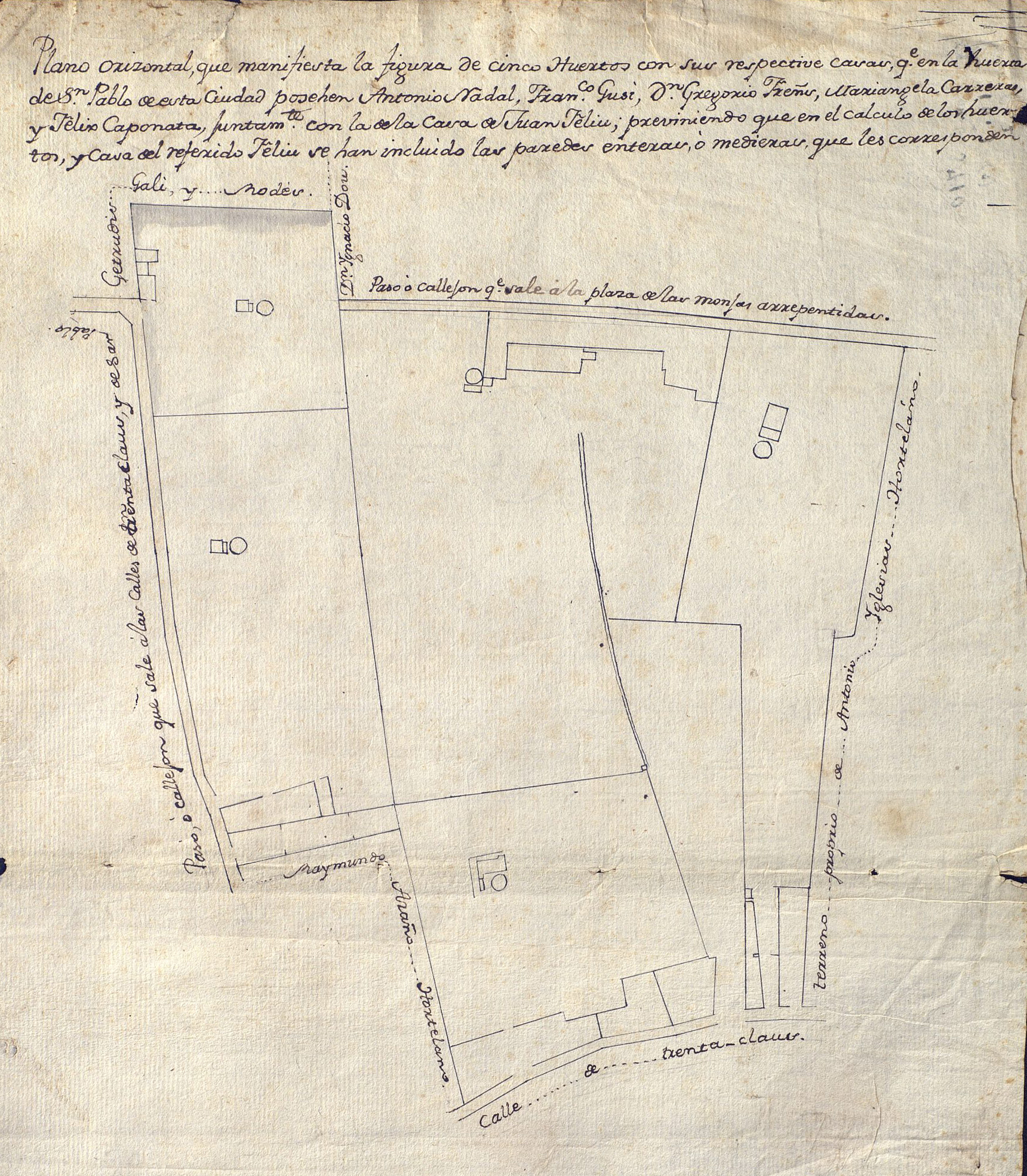
Plànol de diversos horts, entre ells, el de Francesc Gusi

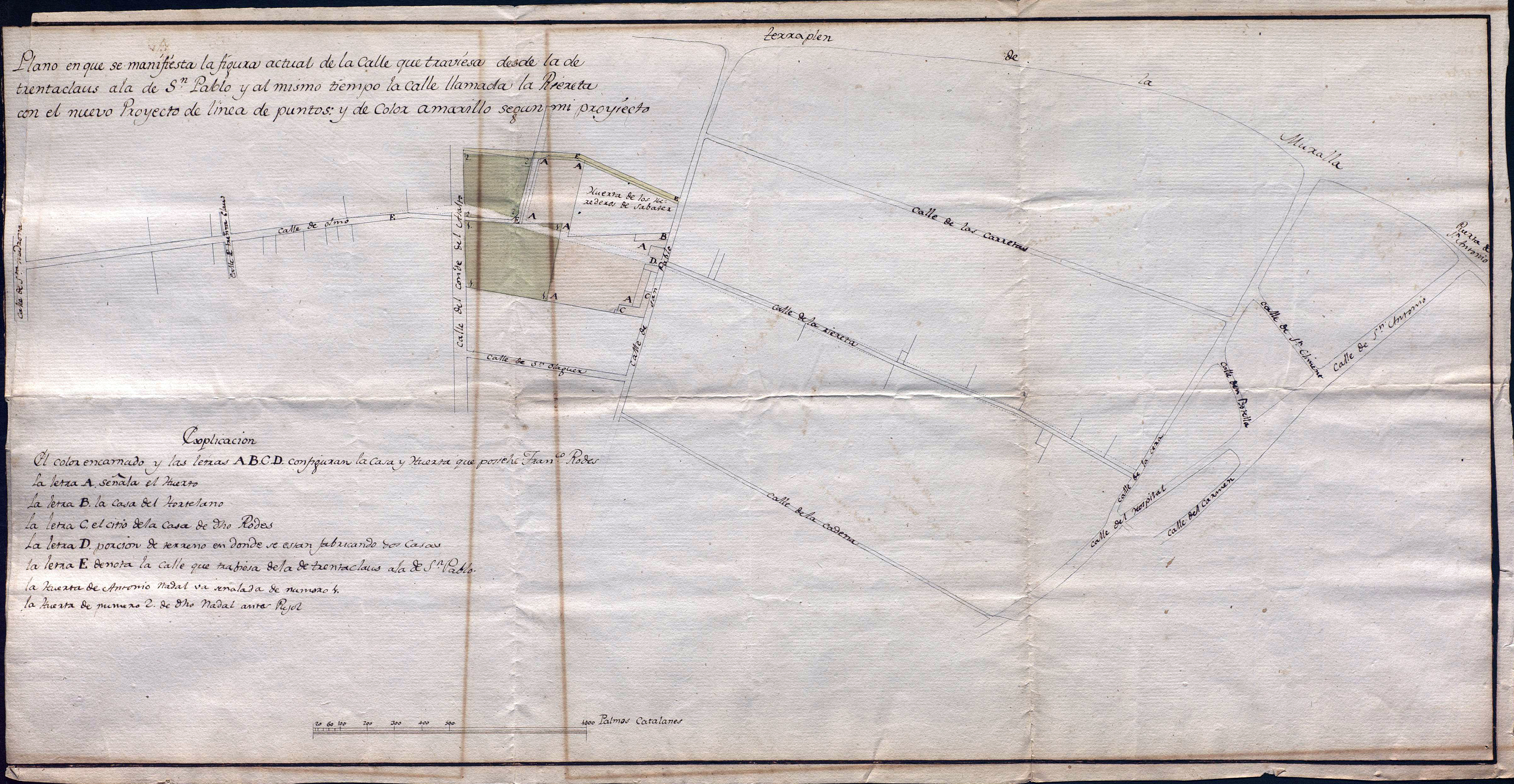
Projecte d'enllaç del carrer de l'Om amb el de la Riereta, on se'n pot veure la variació del traçat i l'actual carrer de l'Estrella

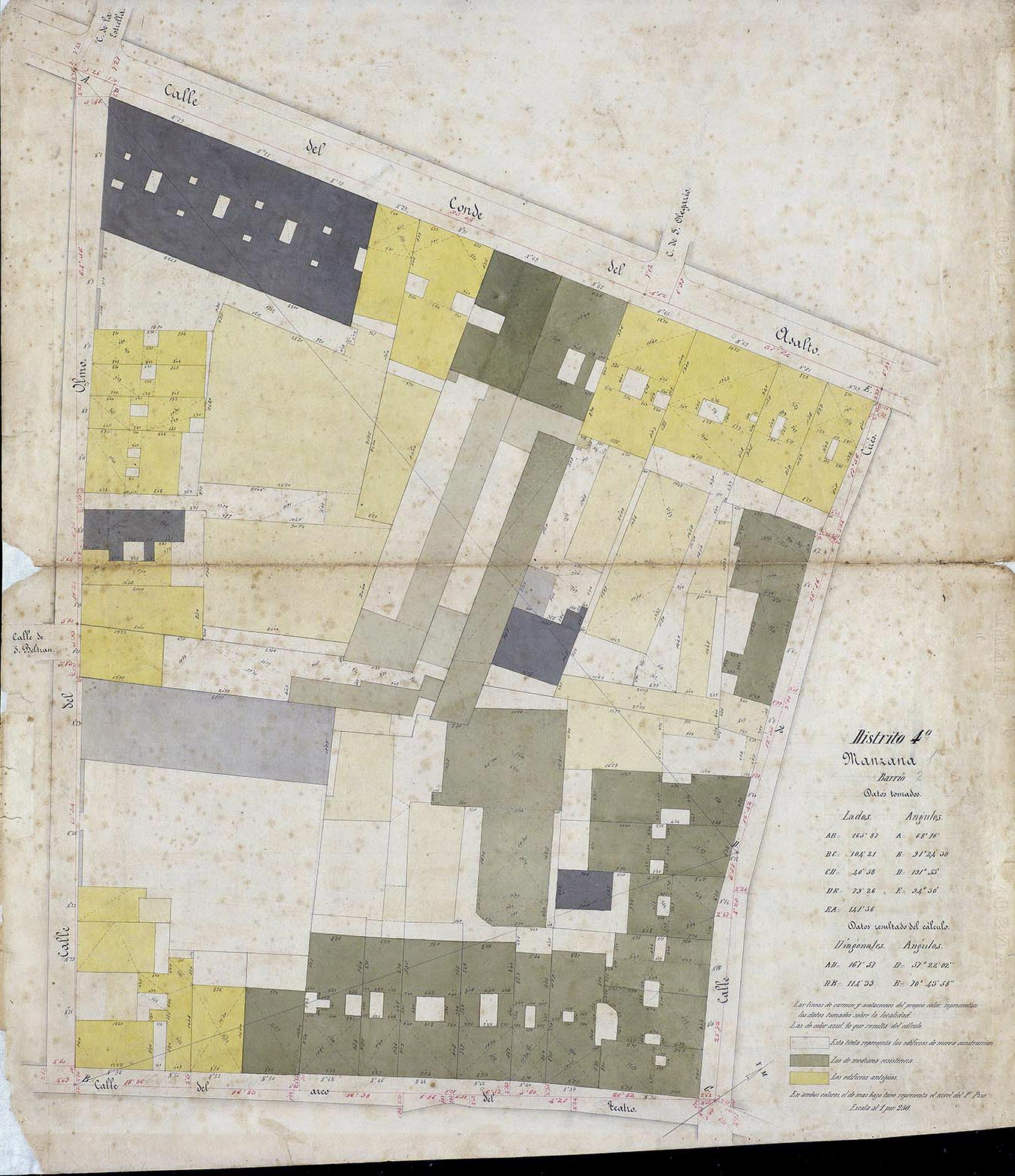
Quarteró núm. 85 de Garriga i Roca (c. 1860)

A la seva mort el 1851, el va succeir el seu fill Lambert Fontanellas i Sala. La crisi econòmica internacional derivada de la Guerra de Secessió estatunidenca (1861-1865) i el desplomament de les accions dels ferrocarrils van fer que el 1864 traspassés el negoci de banca i els seus béns al seu cunyat Antonio de Lara-Villada y Rodríguez, marquès de Villamediana, sota la raó social Fontanellas Germans. Tanmateix, aquest no va poder recuperar la fortuna de la família, i poc després, l'empresa va desaparèixer.
Lambert va morir el 1883 sense descendència, i el seu patrimoni va passar a mans del seu nebot Francesc de Lara i Fontanellas, que el 1896 va demanar permís per a construir unes habitacions al terrat, segons el projecte de l'arquitecte Francesc de Paula del Villar i Carmona.
La finca va passar a mans de l'Ajuntament de Barcelona, i cap al 1987 fou enderrocada, juntament amb la veïna del núm. 73, per a construir-hi un nou edifici d'habitatges de protecció oficial (1989-1990) segons el projecte dels arquitectes Frederic Correa i Alfons Milà. Aquests van dissenyar una façana d'estil «mimètic» que recrea l'ordre compositiu de l'antiga.